# 펄리시티 켄달
펄리시티 켄달(Felicity Kendal, CBE, 1946년 9월 25일 ~ )은 잉글랜드의 배우이다.

## 출연 작품
- 공룡 대행진 (1993)
- 발렌티노 (1977)
- 셰익스피어 왈라 (1965)